# Научно-исследовательский институт № 205
Научно-исследовательский институт № 205 при ЦК ВКП(б) был создан в сентябре 1943 года на базе Отдела печати и радиовещания распущенного ИККИ и продолжал выполнять его функции: радиовещание на различные страны, радиосвязь с ЦК зарубежных коммунистических партий, издавал бюллетени, освещающие положение в странах, оккупированных Германией, борьбу народов Европы против гитлеровского фашизма. После окончания войны готовил информационные и справочные материалы о коммунистическом, рабочем и национально-освободительном движении, издавал ежедневные бюллетени текущей информации и тематические бюллетени.
Первоначально располагался в бывшем здании ИККИ (Большая Дмитровка, 15), затем был переведён в Ипатьевский переулок (одно из зданий ЦК), позже в Малый Черкасский переулок, 13.
Директором института был сначала Бедржих Геминдер, но в 1946 году он вернулся на родину, в Чехословакию, и его заменил работник аппарата ЦК Николай Николаевич Пухлов (1912—1980). Заместителем директора был П. К. Романов.
Ликвидирован по решению Секретариата ЦК ВКП(б) от 20 февраля 1948 года.